# Michiganmeer
Het Michiganmeer (Engels: Lake Michigan) is een van de vijf Grote Meren in het noorden van de Verenigde Staten, dat via de Straat van Mackinac met het Huronmeer in verbinding staat. Het meer ligt tussen de staten Illinois, Indiana, Michigan en Wisconsin. Het heeft een oppervlakte van 57.994 km² en ligt als enige van de vijf Grote Meren volledig op Amerikaans grondgebied, en is daarmee verreweg het grootste meer binnen de Verenigde Staten.
Het meer is evenals de vier andere van glaciale oorsprong. Het heeft een lengte van 516 km en een maximale breedte van 200 km. Het diepste punt is gelegen op 265 m. Gedurende vier maanden van het jaar is het noordelijke deel dichtgevroren. Er heersen regelmatig hevige stormen op het meer. Toch is de scheepvaart er zeer intensief.
De naam van het meer komt van Michigama, dat groot water betekent. Het meer gaf zijn naam aan de staat Michigan. Aan de oevers van het meer ontstonden grote steden als Chicago in Illinois en Milwaukee in Wisconsin. Langs de oevers van het meer wonen 13,3 miljoen mensen.

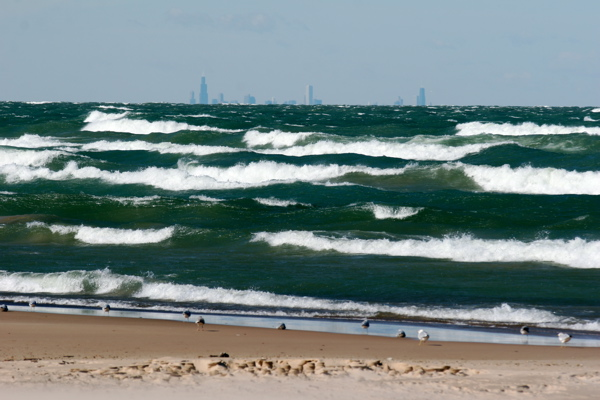
Kustlijn van het Michiganmeer met Chicago op de achtergrond
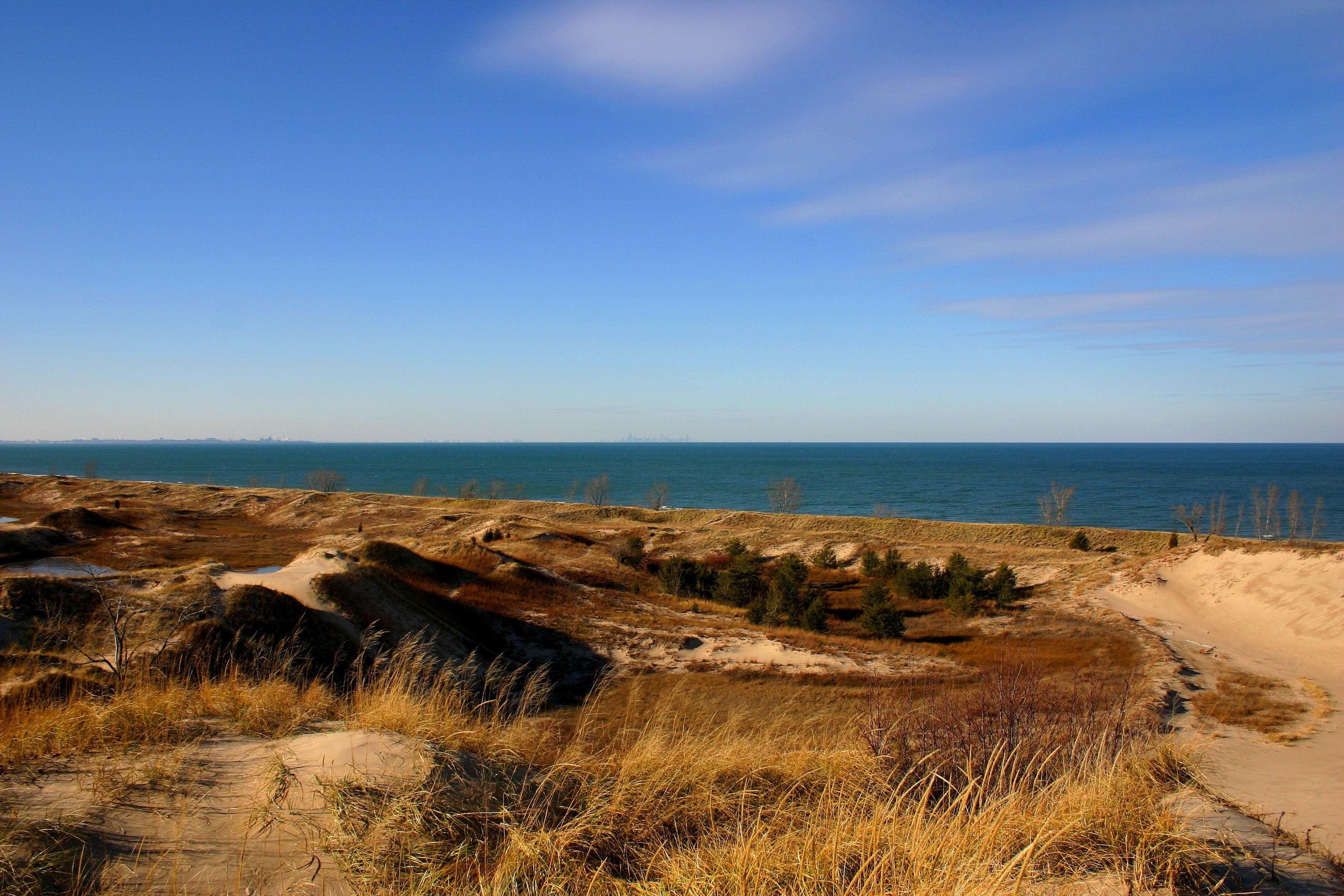
Indiana Dunes National Park
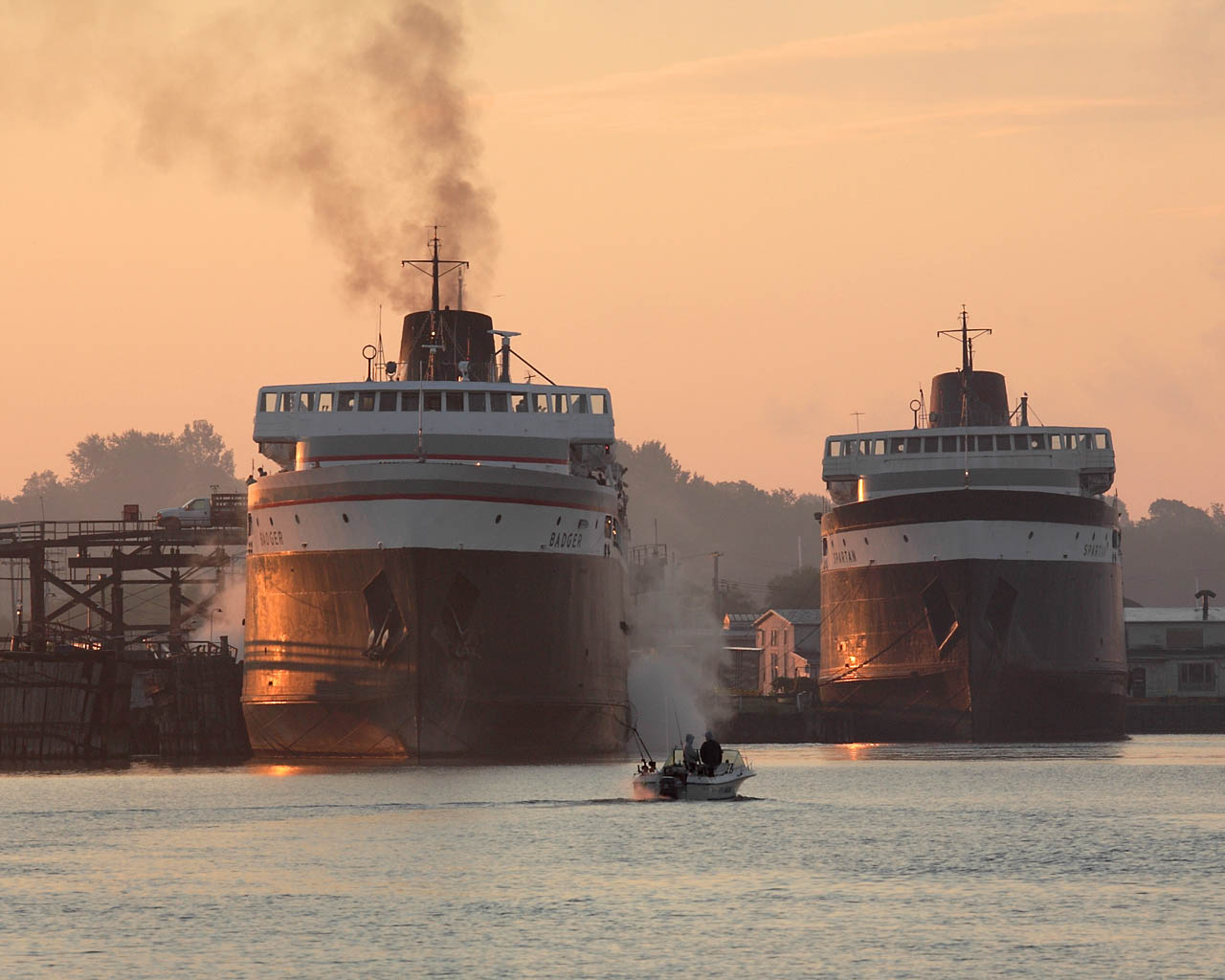
Veerboten in Ludington
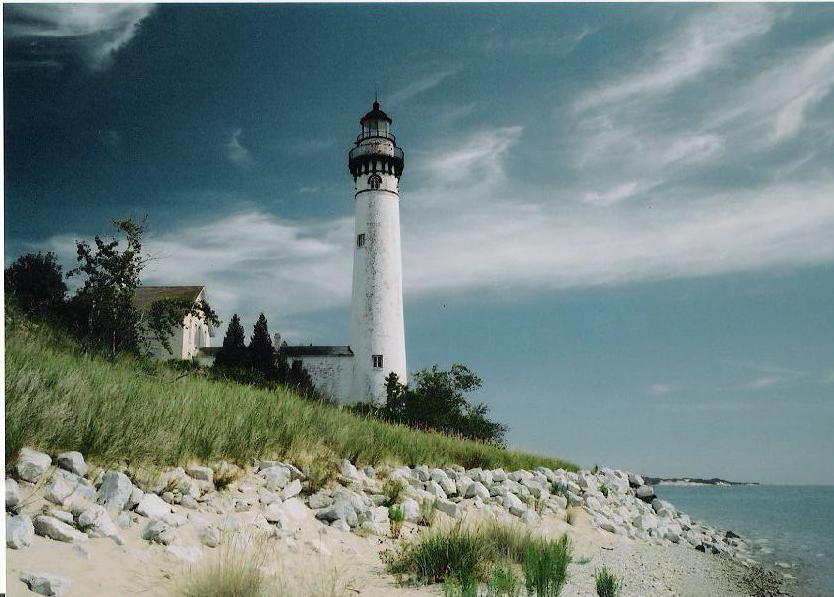
Vuurtoren van South Manitou Island
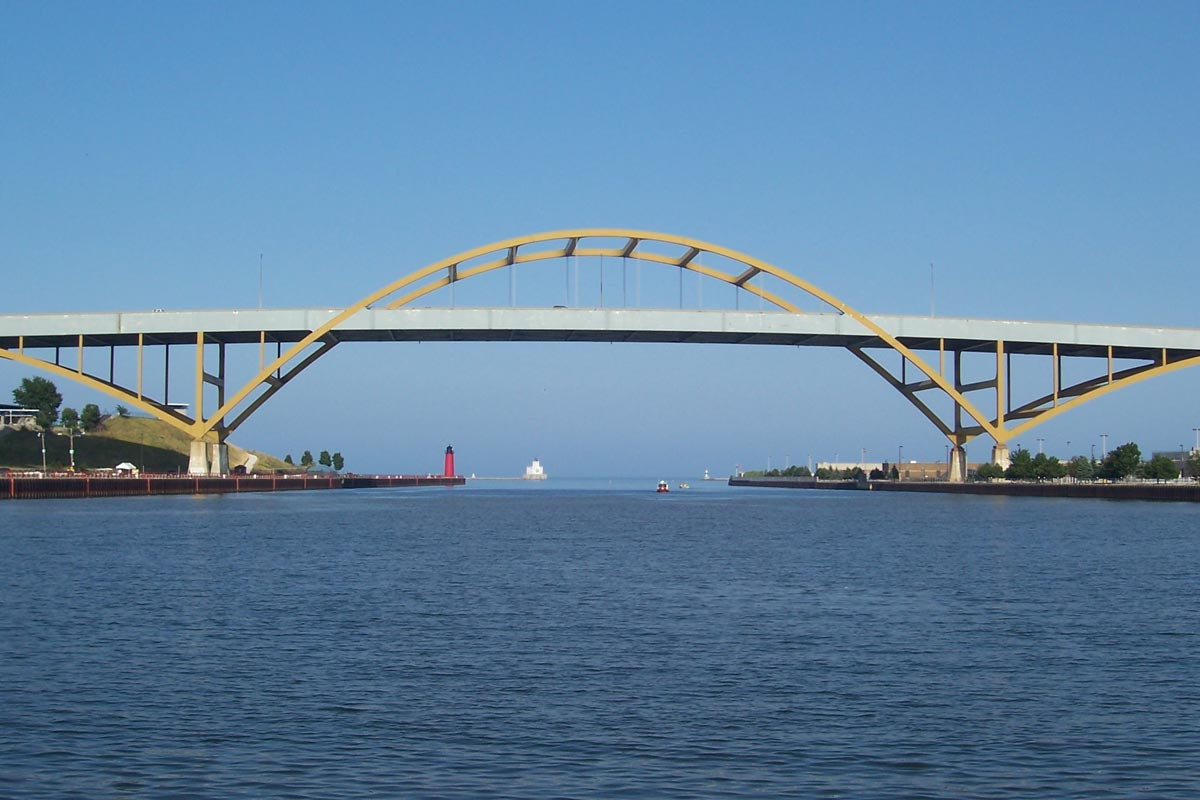
Hoan Bridge bij de haven van Milwaukee
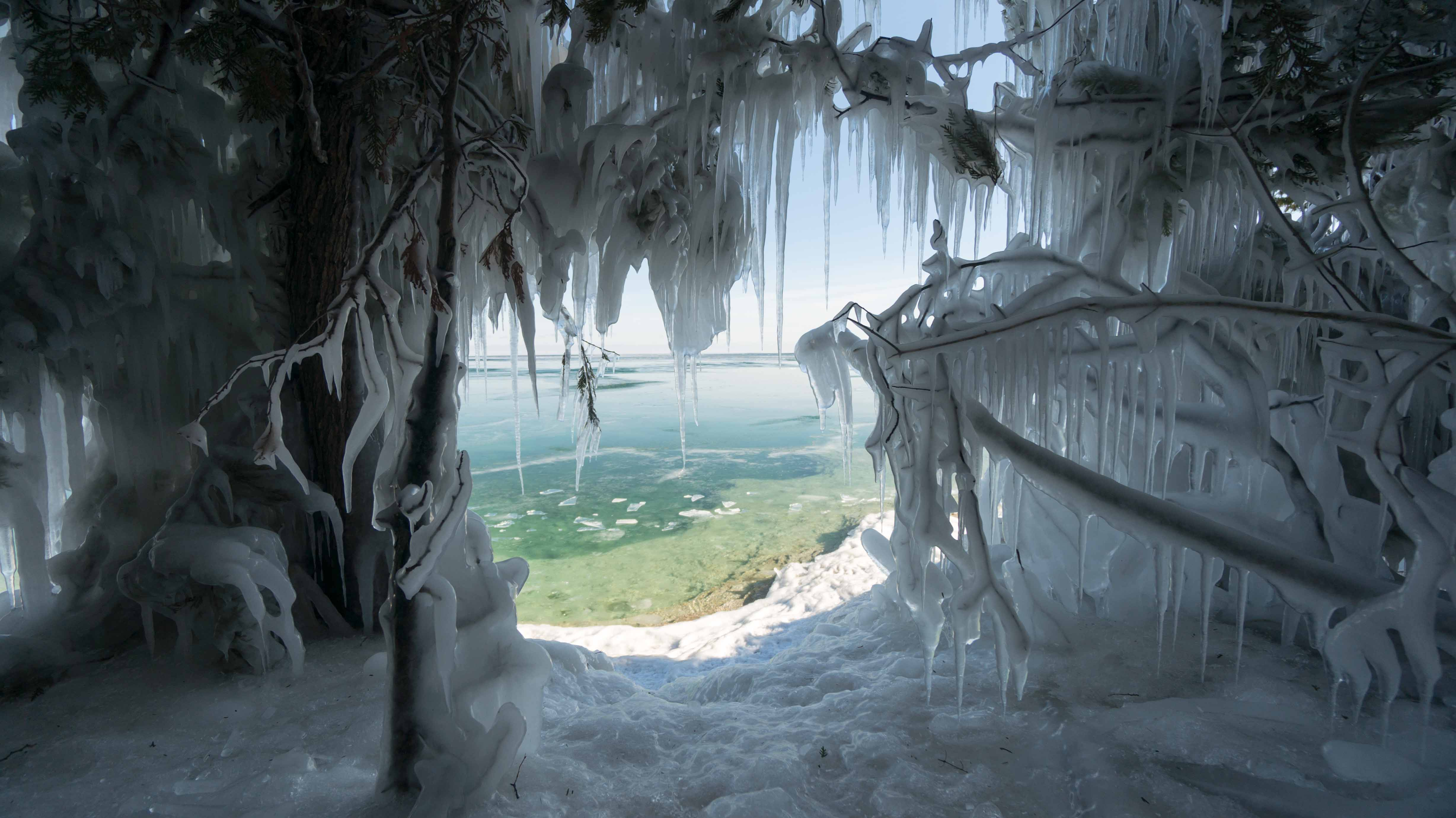
IJskust van het Michiganmeer

Bovenmeer ·
Eriemeer ·
Huronmeer ·
Michiganmeer ·
Ontariomeer